# آلاله بویراحمدی
آلاله بویراحمدی (نام علمی: Ranunculus termei) نام یک گونه از سرده آلاله است. سردهٔ آلاله در ایران ۵۵ گونهٔ علفی یک ساله و چند ساله دارد. آلاله بویراحمدی یکی از ۵۵ گونهٔ موجود در ایران است.